# Cabanillas del Campo
Cabanillas del Campo település Spanyolországban, Guadalajara tartományban. Cabanillas del Campo Alovera, Quer, Valdeaveruelo, Guadalajara, Marchamalo és Chiloeches községekkel határos. Lakosainak száma 11 329 fő (2024).

## Népesség
A település népessége az utóbbi években az alábbiak szerint változott:
| Lakosok száma | 4542 | 6450 | 7767 | 9131 | 9477 | 9811 | 9794 | 10 442 | 10 844 | 11 329 |
|               | 2001 | 2004 | 2006 | 2009 | 2011 | 2014 | 2016 | 2019   | 2021   | 2024   |